# جورج نابير جونستون
جورج نابير جونستون (بالإنجليزية: George Napier Johnston)‏ هو عسكري نيوزيلندي، ولد في 20 أغسطس 1867 في كيبك في كندا، وتوفي في 3 أبريل 1947 في دار السلام في تنزانيا.